# 菲利站
菲利站（羅馬化：Fili）是莫斯科地鐵的一個車站，為地面車站。菲利站開通於1959年11月7日，是菲利線的一個車站。菲利站平均每天的客流量有30,100人。